# Bill Duke

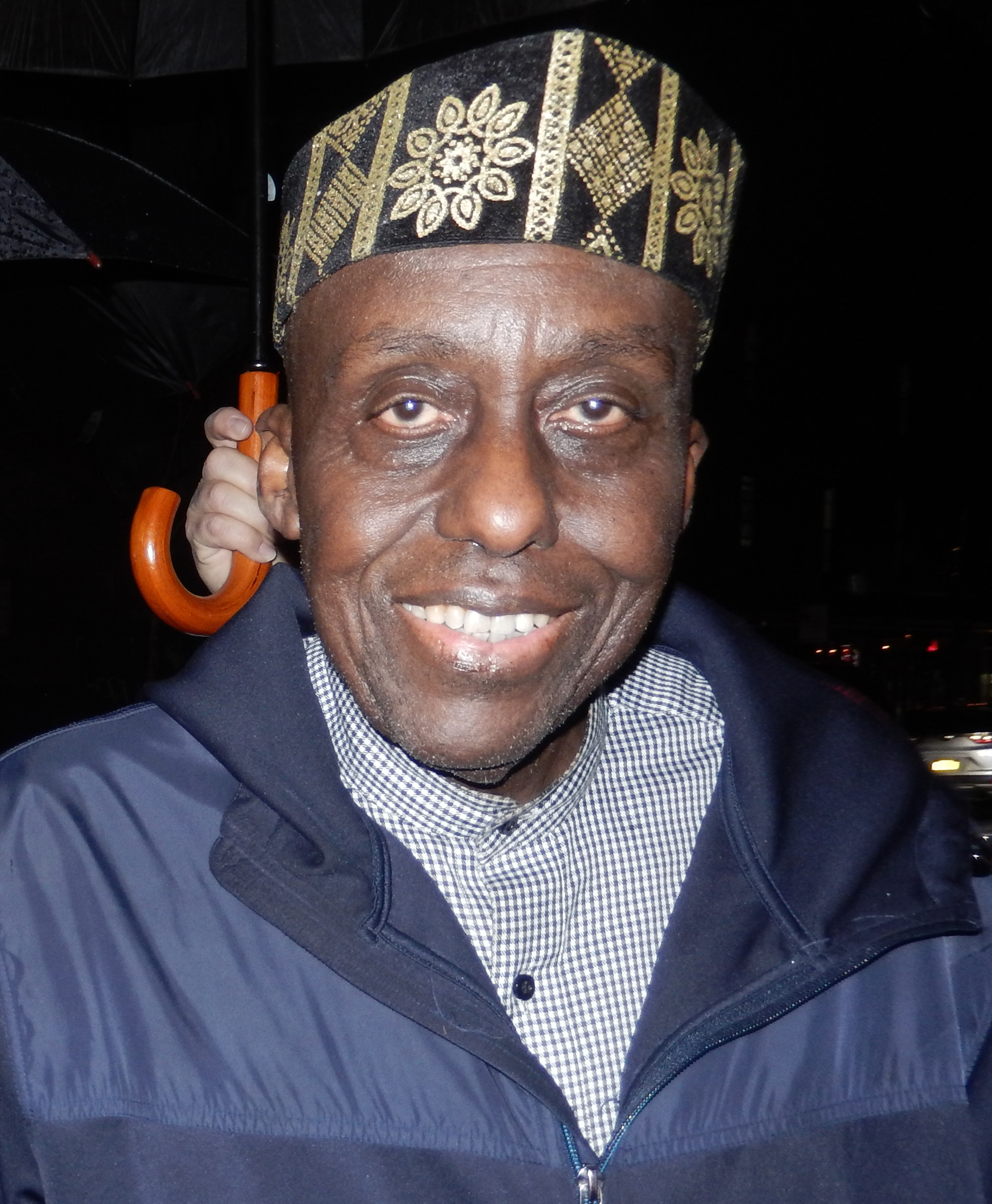
Bill Duke (2019)

William Henry Duke Jr. (* 26. Februar 1943 in Poughkeepsie, New York) ist ein US-amerikanischer Schauspieler und Regisseur.

## Leben
Duke studierte Schauspiel an der Boston University. Anschließend absolvierte er die Tisch School of the Arts und das AFI Conservatory. Erste Schritte im Filmgeschäft machte Duke Anfang der 1970er durch Auftritte in verschiedenen Fernsehserien. Gleichzeitig drehte er auch als Regisseur Folgen von Fernsehserien. Seine erste erwähnenswerte Filmrolle hatte Bill Duke 1976 in Car Wash – Der ausgeflippte Waschsalon. Vier Jahre später war er an der Seite von Richard Gere in Ein Mann für gewisse Stunden zu sehen. In den folgenden zehn Jahren wurde Duke vor allem in Actionfilmen wie Phantom-Kommando und Predator mit Arnold Schwarzenegger besetzt. 1990 spielte er in Ein Vogel auf dem Drahtseil den Gegenspieler von Mel Gibson und Goldie Hawn. Markant ist seine Körpergröße von 1,93 Meter.
1991 versuchte sich Bill Duke wieder als Regisseur. Nachdem er 1985 für den Fernsehfilm The Killing Floor mit dem Special Jury Prize beim Sundance Film Festival ausgezeichnet wurde, hatte er es hinter der Kamera ruhiger angehen lassen. Sein Drama Harlem Action lief unter anderem im Wettbewerb in Cannes. 1993 drehte er mit Sister Act 2 – In göttlicher Mission den Nachfolger der erfolgreichen Komödie Sister Act mit Whoopi Goldberg. 2003 bekam Duke einen Black Reel Award für den Fernsehfilm Deacons for Defense.
Nachdem er sich Mitte der 1990er Jahre als Schauspieler zurückzog, ist er seit 1998 wieder vermehrt vor der Kamera zu sehen.

## Filmografie (Auswahl)

### Schauspieler
- 1972/1975: Junge Schicksale (ABC Afterschool Specials, Fernsehserie, 2 Folgen)
- 1976: Kojak – Einsatz in Manhattan (Kojak, Fernsehserie, Folge 3x18 Der Kopfgeldjäger)
- 1976: Car Wash – Der ausgeflippte Waschsalon (Car Wash)
- 1978: Starsky & Hutch (Fernsehserie, Folge 3x18 Hutch unter Mordverdacht)
- 1978: Drei Engel für Charlie (Charlie’s Angels, Fernsehserie, Folge 2x23 Kies und Diamanten)
- 1980: Ein Mann für gewisse Stunden (American Gigolo)
- 1980–1981: Palmerstown, U.S.A. (Fernsehserie, 17 Folgen)
- 1981: Benson (Fernsehserie, Folge 3x02)
- 1985: Phantom-Kommando (Commando)
- 1986: Dallas – Wie alles begann (Dallas: The Early Years, Fernsehfilm)
- 1987: Der Mann vom anderen Stern (Starman, Fernsehserie, Folge 1x12)
- 1987: Predator
- 1987: No Man’s Land – Tatort 911 (No Man’s Land)
- 1988: Action Jackson
- 1989: Straße ohne Wiederkehr (Street of No Return)
- 1990: Ein Vogel auf dem Drahtseil (Bird on a Wire)
- 1993: Menace II Society
- 1993: Sister Act 2 – In göttlicher Mission (Sister Act 2: Back in the Habit)
- 1994: New York Undercover (Fernsehserie, Folge 1x02 Mann des Jahres)
- 1998: Mit dem Rücken an der Wand (Always Outnumbered, Fernsehfilm)
- 1998: Susan’s Plan
- 1999: Payback – Zahltag (Payback)
- 1999: The Limey
- 1999: Fever
- 2001: Exit Wounds – Die Copjäger (Exit Wounds)
- 2002: Roter Drache (Red Dragon)
- 2002–2003: Fastlane (Fernsehserie, 5 Folgen)
- 2003: National Security
- 2003–2004: Karen Sisco (Fernsehserie, 10 Folgen)
- 2005: Get Rich or Die Tryin’
- 2006: Battlestar Galactica (Fernsehserie, Folge 2x14 Schwarzmarkt)
- 2006: X-Men: Der letzte Widerstand (X-Men: The Last Stand)
- 2006: Lost (Fernsehserie, Folge 3x04 Jeder für sich)
- 2008: Cold Case – Kein Opfer ist je vergessen (Cold Case, Fernsehserie, Folge 6x10 Schmutziger Wahlkampf)
- 2008: My Own Worst Enemy (Fernsehserie, Folge 1x08)
- 2010: Henry & Julie – Der Gangster und die Diva (Henry’s Crime)
- 2010: The Big Bang
- 2012: Freaky Deaky – Das Ende der Zündschnur (Freaky Deaky)
- 2013: Battledogs (Fernsehfilm)
- 2014: Bad Country (Whiskey Bay)
- 2015: Between (Fernsehserie, Folge 1x05)
- 2016: Law & Order: Special Victims Unit (Fernsehserie, 2 Folgen)
- 2018: Mandy
- 2018–2021: Black Lightning (Fernsehserie, 21 Folgen)
- 2019: High Flying Bird
- 2021: No Sudden Move
- 2021: The Oval (Fernsehserie, 2 Folgen)
- 2023: Premonition

### Regisseur
- 1982: Flamingo Road (Fernsehserie, 2 Folgen)
- 1982: Falcon Crest (Fernsehserie, 6 Folgen)
- 1982–1987: Unter der Sonne Kaliforniens (Knots Landing, Fernsehserie, 10 Folgen)
- 1983: Dallas (Fernsehserie, 2 Folgen)
- 1985: The Killing Floor (Fernsehfilm)
- 1988: Spenser (Fernsehserie, 1 Folge)
- 1991: Harlem Action
- 1992: Jenseits der weißen Linie (Deep Cover)
- 1993: Sister Act 2 – In göttlicher Mission (Sister Act 2: Back in the Habit)
- 1993: Die sieben besten Jahre (The Cemetery Club)
- 1997: Harlem, N.Y.C. – Der Preis der Macht (Hoodlum)
- 2003: Deacons for Defense (Fernsehfilm)
- 2007: Cover
- 2009: Not Easily Broken – Gib niemals auf! (Not Easily Broken)